# Tour de Colombie 1954
Le Tour de Colombie 1954, qui se déroule du 12 janvier au 31 janvier 1954, est remporté pour la deuxième fois par le Colombien Ramón Hoyos. Cette épreuve, avec 46 participants au départ de Bogota sous les yeux de Gustavo Rojas Pinilla, est composée de 15 étapes.

## Étapes
| Étape     | Date       | Villes étapes          |                             | Distance (km) | Vainqueur d’étape    | Leader du classement général |
| --------- | ---------- | ---------------------- | --------------------------- | ------------- | -------------------- | ---------------------------- |
| 1re étape | 12 janvier | Bogota - Duitama       |                             | 222           | Héctor Mesa          | Héctor Mesa                  |
| 2e étape  | 13 janvier | Duitama - Málaga       |                             | 219           | Ramón Hoyos          | Ramón Hoyos                  |
| 3e étape  | 14 janvier | Chitagá - Cúcuta       |                             | 130           | Ramón Hoyos          | Ramón Hoyos                  |
| 4e étape  | 16 janvier | Pamplona - Bucaramanga |                             | 133           | Ramón Hoyos          | Ramón Hoyos                  |
| 5e étape  | 17 janvier | Bucaramanga - Socoro   |                             | 127           | Justo Londoño        | Ramón Hoyos                  |
| 6e étape  | 19 janvier | Santiago - Medellín    |                             | 80            | Justo Londoño        | Ramón Hoyos                  |
| 7e étape  | 21 janvier | Medellín - Caramanta   |                             | 138           | Justo Londoño        | Ramón Hoyos                  |
| 8e étape  | 23 janvier | Riosucio - Cartago     |                             | 111           | Óscar Salinas        | Ramón Hoyos                  |
| 9e étape  | 24 janvier | Cartago - Cali         |                             | 210           | Benjamín Jiménez     | Ramón Hoyos                  |
| 10e étape | 26 janvier | Cali - Palmira         | Contre-la-montre individuel | 36            | Ramón Hoyos          | Ramón Hoyos                  |
| 11e étape | 26 janvier | Palmira - Sevilla      |                             | 104           | Ramón Hoyos          | Ramón Hoyos                  |
| 12e étape | 27 janvier | Sevilla - Armenia      |                             | 70            | Héctor Mesa          | Ramón Hoyos                  |
| 13e étape | 29 janvier | Armenia - Ibagué       |                             | 100           | Ramón Hoyos          | Ramón Hoyos                  |
| 14e étape | 30 janvier | Ibagué - Girardot      |                             | 88            | Juan Esteban Montoya | Ramón Hoyos                  |
| 15e étape | 31 janvier | Girardot - Bogota      |                             | 140           | Efraín Forero        | Ramón Hoyos                  |